# Binder (Tchad)
Pour les articles homonymes, voir Binder.
Binder est une localité de l’ouest du Tchad chef-lieu du département de Mayo-Binder.

## Géographie
La localité est située sur les rives du Mayo-Binder au sud de la frontière camerounaise et au nord-est de la localité de Léré. 
Rappelons que la zone de Binder est très isolée, du fait que les échanges de produits et services semblent inopportuns surtout en période de forte crue (juillet et octobre). Cet isolement de la partie est très marqué par ce qu'elle est desservie par une seule piste à savoir l'axe Léré-Binder comme la route principale et Binder-Mbrao comme axe secondaire.
Sur le plan plan physique, la région de Binder dispose d'une importante plaine exondée symbole d'un vaste terrain cultivable.

## Histoire
Elle est le siège du Lamidat de Binder, petit État musulman établi du XVIIe siècle au XIXe siècle.
Depuis le 4 septembre 2012 la localité est instaurée en siège du département du Mayo-Binder.

## Économie
La culture intensive de l’oignon est pratiquée sur les rives du Mayo-Binder.
Globalement, l'économie de la ville est basée sur l'exploitation agricole, l'élevage et la pêche, nonobstant ce dernier reste encore très insignifiant. 

## Population
La population appartient à l’ethnie foulbé, de religion musulmane.